# Плейстоценовий ревайлдинг

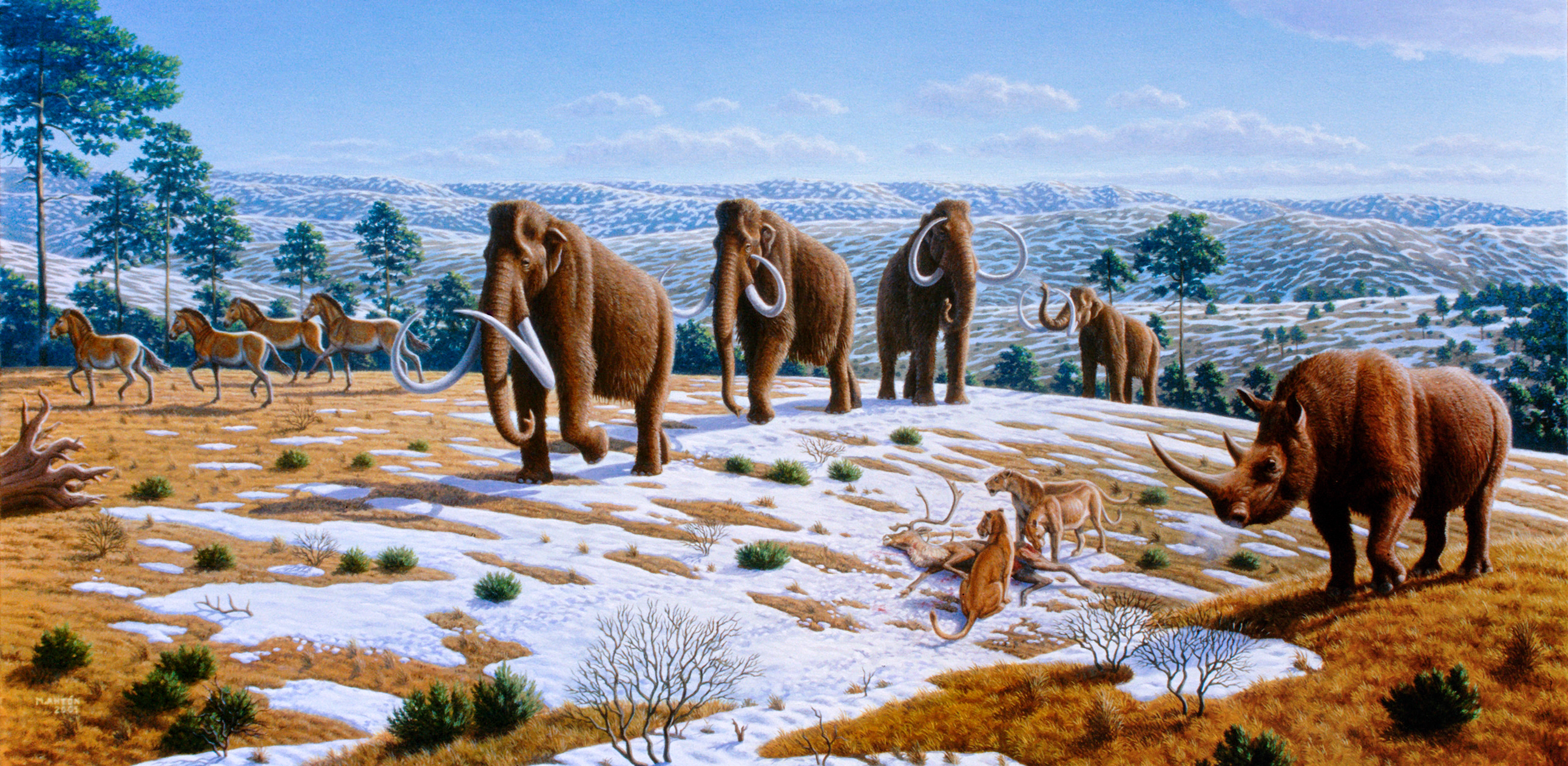
Мамонти

Плейстоценовий ревайлдинг (англ. Pleistocene Rewilding) — природоохоронна ідеологія, що робить акцент на максимально повне відновлення природних екосистем у тому вигляді, в якому вони існували до вимирання мегафауни в пізньому плейстоцені.
Відтворення плейстоценових біоценозів пропонується здійснювати шляхом реінтродукції видів великих тварин, що збереглися до наших днів на території їхнього колишнього «плейстоценового» ареалу, а також за рахунок заміни зниклих видів уцілілими спорідненими видами, що займають подібну екологічну нішу.

## Ревайлдинг Північної Америки
Ряд американських біологів виступив з пропозицією про відновлення екосистеми Великих Рівнин в тому вигляді, в якому вона була до вимирання мегафауни 12-13 тис. років тому. Передбачається, на додаток до збережених степових бізонів та вилорогів, повернути в прерії гепардів (замість вимерлих американських гепардів, яких було кілька видів), завезти коней Пржевальського (замість зниклих американських диких коней), куланів і кілька видів мозоленогих (одногорбих верблюдів, диких двогорбих верблюдів, а також гуанако з Південної Америки). План також містить у собі акліматизацію в Америці африканських і азійських слонів (замість мамонтів і мастодонтів), і африканських чи азійських левів — замість зниклого печерного лева. Втім, всі ці пропозиції знаходяться на стадії обговорення. Єдиною реальною акцією в рамках плейстоценового ревайлдингу Америки стало повернення в прерії Техасу болсонових гігантських черепах з Мексики (це найбільша континентальна черепаха Нового Світу)..

## Ревайлдинг Південної Америки
Існують плани ревайлдингу слабозаселенних територій Церрадо і Пантанал в Бразилії. З метою відновлення плейстоценової екосистеми (очевидно зниклої в результаті мисливської діяльності людини) передбачається реінтродукувати слонів, зебр, гуанако і можливо бегемотів (замість вимерлих токсодонів, які займали схожу екологічну нішу).

## Ревайлдинг Північної Євразії
У Північній Євразії до плейстоценового ревайлдингу слід віднести успішну реінтродукцію вівцебиків в Радянському Союзі. У плейстоцені вівцебики населяли тундростепи Євразії, проте повністю вимерли 7-10 тисяч років тому, зберігшись тільки в арктичних областях Америки і Гренландії. У 1974—1975 рр. відбулося завезення канадських вівцебиків на півострів Таймир і острів Врангеля. Тварини успішно прижилися, і число їх з тих пір неухильно збільшується. А в 1989 році російським вченим Сергієм Зимовим був початий в Якутії експеримент, націлений на відтворення всієї «плейстоценової» екосистеми, і перетворення сучасної тундри на тундростеп, як той, що існував 10-20 тисяч років тому. Метою проекту є експериментальна перевірка гіпотез про вплив великих тварин на рослинність навколишніх ландшафтів. Для цього був створений заказник в низов'ях Колими, площею 160 км², що отримав назву «плейстоценовий парк». На територію парку були поселені табун коней і інші тварини — лосі, північні олені, ведмеді. Повернення в екосистему великих тварин привело до змін рослинності мохова тундра почала заміщатися степовими фітоценозами із злакових трав. Для повнішого відновлення екосистеми тундростепу планується ввести до екосистеми ще ряд видів — вівцебиків, изюбрів, яків, сніжних баранів, диких верблюдів, куланів а також верховного хижака, який зможе замінити печерного лева (таким хижаком буде, ймовірно, амурський тигр). Найважливішим з усіх кандидатів на реінтродукцію є канадський лісовий бізон. У доісторичному минулому бізони, що населяли увесь Сибір до берегів Льодовитого океану, були одним з найпоширеніших видів «мамонтової фауни». В Азії стародавні бізони вимерли разом з мамонтами, але в Америці вони збереглися, розпавшись на два підвиди. Найбільшу схожість із стародавнім бізоном зберіг більший північний підвид — канадський лісовий бізон, пристосований для життя в тайзі і тундрі. Після зникнення мамонтів і шерстистих носорогів, це тварина мамонтової фауни, що найкраще збереглася. У 2006 році, після довгих переговорів, до Якутії завезли гурт з 30 молодих лісових бізонів, подарованих урядом Канади. Спочатку їх передбачалося направити до плейстоценового парку (підготовча робота по переселенню бізонів йшла в рамках цього проекту), але в підсумку, враховуючи цінність отриманих тварин, було вирішено поселити стадо в парку «Усть-Бутома», розташованому південніше. Там стадо міститься до нинішнього дня. Бізони успішно прижилися і дають потомство, так що з 2011 року намічено їх розселення в дику природу